# Piano rock
El piano rock es un género musical derivado del rock basado en el piano. Diferente de la formación clásica del rock que combina guitarras bajo, batería y voz, el piano rock incluye y sitúa al piano al protagonismo del sonido.
Encontrando sus tempranos orígenes en pioneros como Fats Domino, Little Richard y Jerry Lee Lewis, este género fue perfeccionado posteriormente por grandes artistas como Elton John, Queen, The Beatles, John Lennon, Paul McCartney, Billy Joel y Carole King. Otros exponentes que continuaron con el estilo son Dresden Dolls, Donegan, Ben Folds Five, Charly García, Fito Páez, Tori Amos, Bruce Hornsby y Supertramp. También se destaca en bandas de los 90 como Ocean Colour Scene en su sencillo "Better Day" o Blur en su canción "Sing".
En la actualidad (años 2000 en adelante), el piano rock se encuentra presente a través de bandas como Muse en algunas canciones como por ejemplo "Sunburn", "Ruled by Secrecy", "Starlight", "Resistance" o "Space Dementia", Coldplay (con canciones como "Clocks" y "Trouble"), Evanescence (en canciones como "My Heart Is Broken", "Erase this", "My Immortal"...), John Legend en su balada "All of Me" o "Videotape" Jet en "Look What You've Done" la banda Embrace ("Gravity" y "Nature's Law"), The Fray ("How To Save A Life" y "You Found Me"), Augustana ("Boston" y "Sweet and Low") o OneRepublic ("Apologize" y "All We Are"), Vanessa Carlton en su sencillo A Thousand Miles, Say Something, de A Great Big World con Christina Aguilera, entre otras. Uno de los ejemplos más representativos del género es The Gabe Dixon Band, aunque quizá la banda más destacada de la actualidad sea Keane, cuyo primer disco contenía piano y teclados y ninguna guitarra. Sus singles más conocidos son "Everybody's Changing" y "Somewhere Only We Know". Tras ese disco, han continuado incorporando piano rock en sus posteriores discos. Otra banda emergente es Hopes and Fears, banda boliviana que toma su nombre del primer álbum de los británicos Keane.